# Epidius gongi
Epidius gongi es una especie de araña cangrejo del género Epidius, familia Thomisidae.

## Distribución
Esta especie se encuentra en China.

## Taxonomía
Fue descrita por Song & Kim en 1992.
Tratamiento taxonómico
La especie aparece registrada y publicada en A new species of crab spider from China, with description of a new genus (Araneae: Thomisidae). Korean Arachnology 7: 141–144.